# Letnie Grand Prix kobiet w skokach narciarskich 2019
Letnie Grand Prix kobiet w skokach narciarskich 2019 – ósma edycja Letniego Grand Prix w skokach narciarskich z udziałem kobiet, która rozpoczęła się 27 lipca w Hinterzarten, a zakończyła się w drugiej połowie sierpnia we Frenštácie.
Klasyfikację generalną w poprzednim sezonie wygrała Japonka Sara Takanashi.
Oficjalny kalendarz cyklu potwierdzony został w dniach 27–31 maja podczas kongresu FIS w Cavtacie. W porównaniu do pierwszej wersji kalendarza usunięte zostały konkursy w Czajkowskim, których rozegranie planowane było w połowie września.
Konkursy zaplanowane na początek września w Ałmaty zostały odwołane z powodów organizacyjnych.

## Zwycięzcy

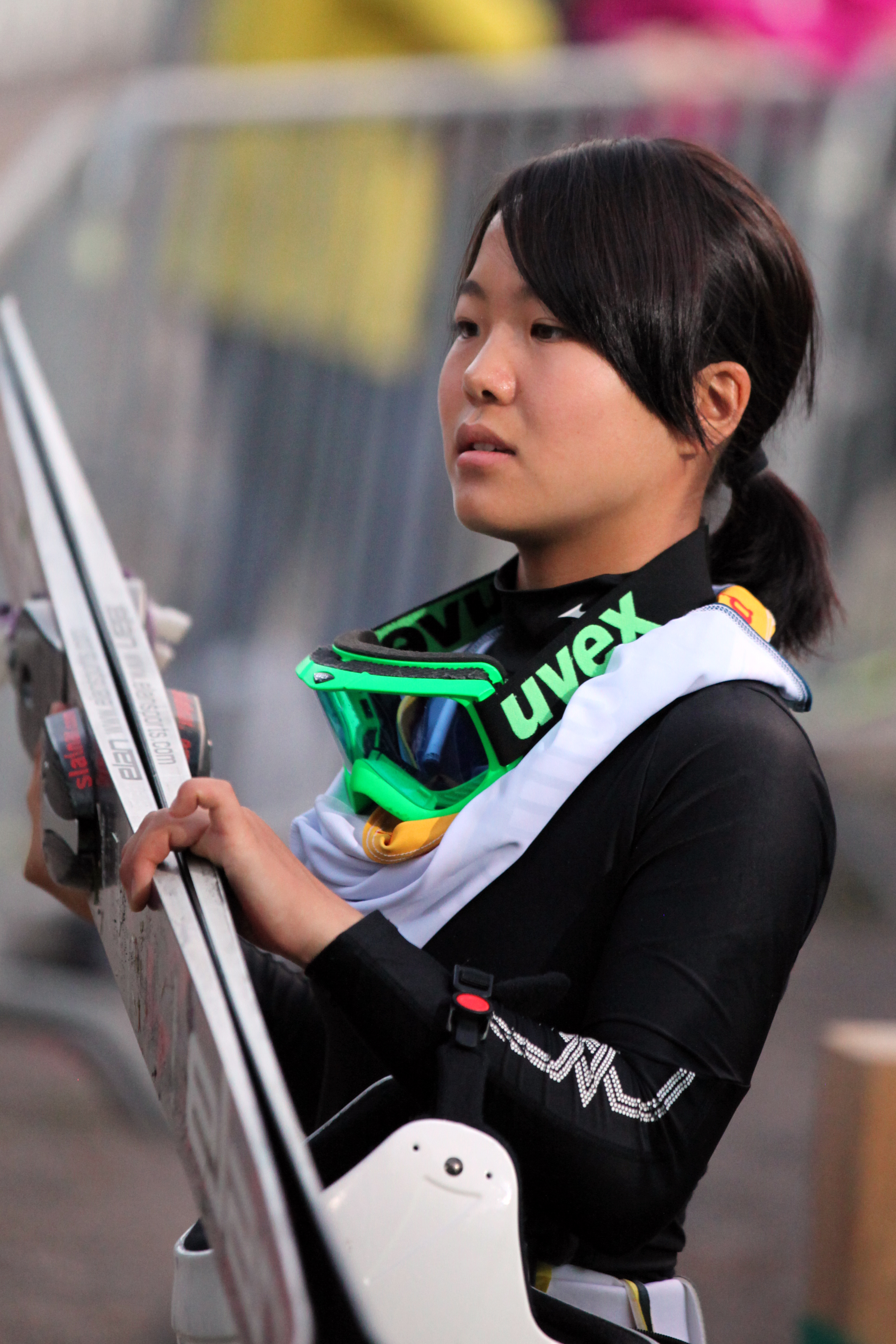
Sara Takanashi – zwyciężczyni klasyfikacji generalnej
Reprezentacja Słowenii – zwycięzcy klasyfikacji generalnej Pucharu Narodów

## Kalendarz i wyniki
| Lp.                                                  | Data                                                 | Miejscowość                                          | HS                                                   | Szczegóły                                            | Uwagi                                                | 1. miejsce                                                                   | 2. miejsce                                                                         | 3. miejsce                                                            |
| ---------------------------------------------------- | ---------------------------------------------------- | ---------------------------------------------------- | ---------------------------------------------------- | ---------------------------------------------------- | ---------------------------------------------------- | ---------------------------------------------------------------------------- | ---------------------------------------------------------------------------------- | --------------------------------------------------------------------- |
| 1.                                                   | 26 lipca 2019                                        | Hinterzarten                                         | HS-108                                               | szczegóły                                            | –                                                    | Sara Takanashi                                                               | Maren Lundby                                                                       | Nika Križnar                                                          |
| 2.                                                   | 27 lipca 2019                                        | Hinterzarten                                         | HS-108                                               | szczegóły                                            | mikst                                                | Niemcy 1. Juliane Seyfarth 2. Karl Geiger 3. Agnes Reisch 4. Richard Freitag | Japonia 1. Nozomi Maruyama 2. Junshirō Kobayashi 3. Sara Takanashi 4. Keiichi Satō | Słowenia 1. Nika Križnar 2. Peter Prevc 3. Urša Bogataj 4. Žiga Jelar |
| 3.                                                   | 9 sierpnia 2019                                      | Courchevel                                           | HS-135                                               | szczegóły                                            | –                                                    | Sara Takanashi                                                               | Chiara Hölzl                                                                       | Juliane Seyfarth                                                      |
| 4.                                                   | 18 sierpnia 2019                                     | Frenštát                                             | HS-106                                               | szczegóły                                            | –                                                    | Nika Križnar                                                                 | Juliane Seyfarth                                                                   | Urša Bogataj                                                          |
| Letnie Grand Prix kobiet 2019 – klasyfikacja końcowa | Letnie Grand Prix kobiet 2019 – klasyfikacja końcowa | Letnie Grand Prix kobiet 2019 – klasyfikacja końcowa | Letnie Grand Prix kobiet 2019 – klasyfikacja końcowa | Letnie Grand Prix kobiet 2019 – klasyfikacja końcowa | Letnie Grand Prix kobiet 2019 – klasyfikacja końcowa | Sara Takanashi                                                               | Nika Križnar                                                                       | Juliane Seyfarth                                                      |

## Skocznie
W tabeli podano letnie rekordy skoczni obowiązujące przed rozpoczęciem Letniego Grand Prix 2019 lub ustanowione w trakcie jego trwania (wyróżnione pogrubieniem).
| Skocznia | Skocznia         | Miejscowość  | Punkt | Punkt  | Rekord skoczni | Rekord skoczni | Rekord skoczni | Źr.   |
| Skocznia | Skocznia         | Miejscowość  | K     | HS     | Rekord skoczni | Rekord skoczni | Rekord skoczni | Źr.   |
| -------- | ---------------- | ------------ | ----- | ------ | -------------- | -------------- | -------------- | ----- |
|          | Adler-Skistadion | Hinterzarten | K-95  | HS-108 | 108,0 m        | Sara Takanashi | 26.07.2019     | [ 5 ] |
|          | Tremplin du Praz | Courchevel   | K-125 | HS-135 | 137,0 m        | Ema Klinec     | 10.08.2018     | [ 6 ] |
|          | Areal Horečky    | Frenštát     | K-95  | HS-106 | 104,0 m        | Nika Križnar   | 18.08.2019     | [ 7 ] |

## Statystyki indywidualne
| Zawodniczka | Hinterzarten 26.07 | Courchevel 09.08 | Frenštát 18.08 |
| Austria | Austria            | Austria          | Austria        |
| --- | ------------------ | ---------------- | -------------- |
| Lisa Eder | 26                 | 19               | –              |
| Chiara Hölzl | 14                 | 2                | –              |
| Marita Kramer | 33                 | –                | –              |
| Claudia Purker | 36                 | –                | 24             |
| Jacqueline Seifriedsberger | 11                 | 8                | 20             |
| Chiny |                    |                  |                |
| Zhou Fangyu | –                  | –                | q              |
| Czechy |                    |                  |                |
| Barbora Blažková | –                  | –                | 39             |
| Karolína Indráčková | 24                 | –                | 6              |
| Zdena Pešatová | –                  | –                | 27             |
| Štěpánka Ptáčková | 39                 | –                | 30             |
| Klára Ulrichová | –                  | –                | 26             |
| Finlandia |                    |                  |                |
| Julia Kykkänen | 29                 | –                | 16             |
| Francja |                    |                  |                |
| Océane Avocat Gros | 34                 | 24               | –              |
| Lucile Morat | 27                 | 25               | –              |
| Joséphine Pagnier | 13                 | 9                | 8              |
| Japonia |                    |                  |                |
| Ayaka Igarashi | –                  | –                | 36             |
| Yūki Itō | 18                 | 27               | –              |
| Haruka Iwasa | –                  | –                | 22             |
| Machiko Kubota | –                  | –                | 29             |
| Nozomi Maruyama | 5                  | 7                | –              |
| Shihori Ōi | –                  | –                | 25             |
| Rio Setō | –                  | –                | 18             |
| Yūka Setō | 17                 | 13               | –              |
| Misaki Shigeno | –                  | –                | 10             |
| Sara Takanashi | 1                  | 1                | –              |
| Kanada |                    |                  |                |
| Natasha Bodnarchuk | –                  | –                | q²             |
| Nicole Maurer | –                  | –                | 40             |
| Kazachstan |                    |                  |                |
| Dajana Piecha | q                  | –                | –              |
| Korea Południowa |                    |                  |                |
| Park Guy-lim | q                  | –                | –              |
| Niemcy |                    |                  |                |
| Katharina Althaus | 10                 | 12               | –              |
| Selina Freitag | 35                 | 22               | 28             |
| Luisa Görlich | 25                 | 17               | 19             |
| Pauline Heßler | q1                 | –                | –              |
| Anna Jäkle | –                  | –                | 37             |
| Pia Lilian Kübler | 40                 | –                | –              |
| Arantxa Lancho | 37                 | –                | q              |
| Josephin Laue | q                  | –                | –              |
| Agnes Reisch | 6                  | 10               | –              |
| Juliane Seyfarth | 8                  | 3                | 2              |
| Svenja Würth | 38                 | –                | –              |
| Norwegia |                    |                  |                |
| Gyda Westvold Hansen | 22                 | 28               | –              |
| Maren Lundby | 2                  | 5                | –              |
| Silje Opseth | 31                 | 16               | 15             |
| Polska |                    |                  |                |
| Nicole Konderla | –                  | –                | 35             |
| Kinga Rajda | q                  | –                | 31             |
| Joanna Szwab | q                  | –                | q              |
| Anna Twardosz | –                  | –                | 38             |
| Rosja |                    |                  |                |
| Irina Awwakumowa | 23                 | –                | –              |
| Lidija Jakowlewa | 15                 | –                | 17             |
| Aleksandra Kustowa | 12                 | –                | 9              |
| Anna Szpyniowa | 9                  | –                | 12             |
| Sofja Tichonowa | 16                 | –                | 14             |
| Rumunia |                    |                  |                |
| Daniela Haralambie | 28                 | 11               | 11             |
| Słowacja |                    |                  |                |
| Viktória Šidlová | –                  | –                | q²             |
| Słowenia |                    |                  |                |
| Urša Bogataj | 4                  | 4                | 3              |
| Jerneja Brecl | q                  | 21               | 13             |
| Katra Komar | 19                 | 23               | 21             |
| Nika Križnar | 3                  | 6                | 1              |
| Špela Rogelj | 21                 | 14               | 4              |
| Maja Vtič | 20                 | 20               | 5              |
| Stany Zjednoczone |                    |                  |                |
| Anna Hoffmann | –                  | –                | 32             |
| Nina Lussi | –                  | –                | 33             |
| Logan Sankey | –                  | –                | q              |
| Szwecja |                    |                  |                |
| Astrid Norstedt | q                  | 29               | –              |
| Węgry |                    |                  |                |
| Virág Vörös | –                  | –                | 23             |
| Włochy |                    |                  |                |
| Lara Malsiner | 7                  | 15               | 7              |
| Manuela Malsiner | 30                 | 26               | 33             |
| Elena Runggaldier | 32                 | 18               | –              |
| Legenda |                    |                  |                |
| 1-3 4-30 poniżej 30 dns – Zawodniczka nie wystartowała w konkursie. dsq – Zawodniczka została zdyskwalifikowana w konkursie głównym. 1 – zawodniczka nie wystartowała w kwalifikacjach. 2 – zawodniczka zdyskwalifikowana w kwalifikacjach. – – Zawodniczka niezgłoszona do konkursu. |                    |                  |                |

## Konkursy drużynowe
| Zawodniczka                | Hinterzarten 26.07 |
| -------------------------- | ------------------ |
| Austria                    | 4                  |
| Chiara Hölzl               | +                  |
| Jacqueline Seifriedsberger | +                  |
| Czechy                     | 7                  |
| Karolína Indráčková        | +                  |
| Štěpánka Ptáčková          | +                  |
| Francja                    | 9                  |
| Lucile Morat               | +                  |
| Joséphine Pagnier          | +                  |
| Japonia                    | 2                  |
| Nozomi Maruyama            | +                  |
| Sara Takanashi             | +                  |
| Niemcy                     | 1                  |
| Agnes Reisch               | +                  |
| Juliane Seyfarth           | +                  |
| Norwegia                   | 5                  |
| Gyda Westvold Hansen       | +                  |
| Maren Lundby               | +                  |
| Polska                     | 10                 |
| Kinga Rajda                | +                  |
| Joanna Szwab               | +                  |
| Rosja                      | 6                  |
| Aleksandra Kustowa         | +                  |
| Anna Szpyniowa             | +                  |
| Słowenia                   | 3                  |
| Urša Bogataj               | +                  |
| Nika Križnar               | +                  |
| Włochy                     | 8                  |
| Lara Malsiner              | +                  |
| Manuela Malsiner           | +                  |

## Klasyfikacje

### Klasyfikacja indywidualna
| Miejsce | Zawodniczka                | Występy | Punkty | Strata |
| ------- | -------------------------- | ------- | ------ | ------ |
| 1.      | Sara Takanashi             | 2       | 200    | –      |
| 1.      | Nika Križnar               | 3       | 200    | –      |
| 3.      | Juliane Seyfarth           | 3       | 172    | −28    |
| 4.      | Urša Bogataj               | 3       | 160    | −40    |
| 5.      | Maren Lundby               | 2       | 125    | −75    |
| 6.      | Chiara Hölzl               | 2       | 98     | −102   |
| 7.      | Lara Malsiner              | 3       | 88     | −112   |
| 8.      | Joséphine Pagnier          | 3       | 81     | −119   |
| 8.      | Nozomi Maruyama            | 2       | 81     | −119   |
| 10.     | Špela Rogelj               | 3       | 78     | −122   |
| 11.     | Maja Vtič                  | 3       | 67     | −133   |
| 11.     | Jacqueline Seifriedsberger | 3       | 67     | −133   |
| 13.     | Agnes Reisch               | 2       | 66     | −134   |
| 14.     | Daniela Haralambie         | 3       | 51     | −149   |
| 14.     | Anna Szpyniowa             | 2       | 51     | −149   |
| 14.     | Aleksandra Kustowa         | 2       | 51     | −149   |
| 17.     | Katharina Althaus          | 2       | 48     | −152   |
| 18.     | Karolína Indráčková        | 2       | 47     | −153   |
| 19.     | Yūka Setō                  | 2       | 34     | −166   |
| 20.     | Sofja Tichonowa            | 2       | 33     | −167   |
| 21.     | Luisa Görlich              | 3       | 32     | −168   |
| 22.     | Silje Opseth               | 3       | 31     | −169   |
| 23.     | Katra Komar                | 3       | 30     | −170   |
| 23.     | Jerneja Brecl              | 2       | 30     | −170   |
| 23.     | Lidija Jakowlewa           | 2       | 30     | −170   |
| 26.     | Misaki Shigeno             | 1       | 26     | −174   |
| 27.     | Lisa Eder                  | 2       | 17     | −183   |
| 27.     | Yūki Itō                   | 2       | 17     | −183   |
| 27.     | Julia Kykkänen             | 2       | 17     | −183   |
| 30.     | Elena Runggaldier          | 2       | 13     | −187   |
| 30.     | Rio Setō                   | 1       | 13     | −187   |
| 32.     | Gyda Westvold Hansen       | 2       | 12     | −188   |
| 32.     | Selina Freitag             | 3       | 12     | −188   |
| 34.     | Lucile Morat               | 2       | 10     | −190   |
| 35.     | Haruka Iwasa               | 1       | 9      | −191   |
| 36.     | Irina Awwakumowa           | 1       | 8      | −192   |
| 36.     | Virág Vörös                | 1       | 8      | −192   |
| 38.     | Océane Avocat Gros         | 2       | 7      | −193   |
| 38.     | Claudia Purker             | 2       | 7      | −193   |
| 40.     | Manuela Malsiner           | 3       | 6      | −194   |
| 40.     | Shihori Ōi                 | 1       | 6      | −194   |
| 42.     | Klára Ulrichová            | 1       | 5      | −195   |
| 43.     | Zdena Pešatová             | 1       | 4      | −196   |
| 44.     | Astrid Norstedt            | 1       | 2      | −198   |
| 44.     | Machiko Kubota             | 1       | 2      | −198   |
| 46.     | Štěpánka Ptáčková          | 2       | 1      | −199   |

### Klasyfikacja drużynowa
| Miejsce | Reprezentacja | Występy | Konkursy | Konkursy | Punkty | Strata |
| Miejsce | Reprezentacja | Występy | Ind.     | Druż.    | Punkty | Strata |
| ------- | ------------- | ------- | -------- | -------- | ------ | ------ |
| 1.      | Słowenia      | 4       | 565      | 150      | 715    | –      |
| 2.      | Japonia       | 4       | 388      | 175      | 563    | −152   |
| 3.      | Niemcy        | 4       | 330      | 200      | 530    | −185   |
| 4.      | Austria       | 4       | 189      | 125      | 314    | −401   |
| 5.      | Norwegia      | 4       | 168      | 100      | 268    | −447   |
| 6.      | Rosja         | 3       | 173      | 75       | 248    | −467   |
| 7.      | Włochy        | 4       | 107      | 25       | 132    | −583   |
| 8.      | Czechy        | 3       | 57       | 50       | 107    | −608   |
| 9.      | Francja       | 4       | 98       | 0        | 98     | −617   |
| 10.     | Rumunia       | 3       | 51       | –        | 51     | −24    |
| 11.     | Finlandia     | 2       | 17       | –        | 17     | −698   |
| 12.     | Węgry         | 1       | 8        | –        | 8      | −707   |
| 13.     | Szwecja       | 1       | 2        | –        | 2      | −713   |

## Zwyciężczynie kwalifikacji do zawodów
| Nr | Data kwalifikacji | Data konkursu    | Miejsce      | Zawodniczka      |
| -- | ----------------- | ---------------- | ------------ | ---------------- |
| 1. | 26 lipca 2019     | 26 lipca 2019    | Hinterzarten | Sara Takanashi   |
| –  | 9 sierpnia        | 9 sierpnia       | Courchevel   | nie rozegrano    |
| 2. | 17 sierpnia 2019  | 18 sierpnia 2019 | Frenštát     | Juliane Seyfarth |